# Stacy Lattisaw
 (décembre 2010).
Si vous disposez d'ouvrages ou d'articles de référence ou si vous connaissez des sites web de qualité traitant du thème abordé ici, merci de compléter l'article en donnant les références utiles à sa vérifiabilité et en les liant à la section « Notes et références ».
Stacy Lattisaw, née le 25 novembre 1966 à Washington, est une chanteuse américaine.

## Biographie
Elle est vainqueur du Yamaha Music Festival en 1986,.

## Discographie

### Singles
- 1980 : Jump to the Beat
- 1986 : Nail It To The Wall

### Albums
- 1979 : Young and in Love (Cotillion Records)
- 1980 : Let Me Be Your Angel (Cotillion Records)
- 1981 : With You (Cotillion Records)
- 1982 : Sneakin' Out (Cotillion Records)
- 1983 : Sixteen (Cotillion Records)
- 1984 : Perfect Combination (en duo avec Johnny Gill) (Cotillion Records)
- 1985 : I'm Not the Same Girl (Cotillion Records)
- 1986 : Take Me All the Way (Motown)
- 1988 : Personal Attention (Motown)
- 1989 : What You Need (Motown)

## Ouvrages
- (en) I Am Not the Same Girl : Renewed (autobiographie), Fort Washington, Believers Building Bridges, 2011, 105 p. (ISBN 978-0-615-40774-6, OCLC 724528937, présentation en ligne).